# Labanda umbrosa
Labanda umbrosa är en fjärilsart som beskrevs av George Francis Hampson 1912. Labanda umbrosa ingår i släktet Labanda och familjen trågspinnare. Inga underarter finns listade i Catalogue of Life.